# Louis Catat

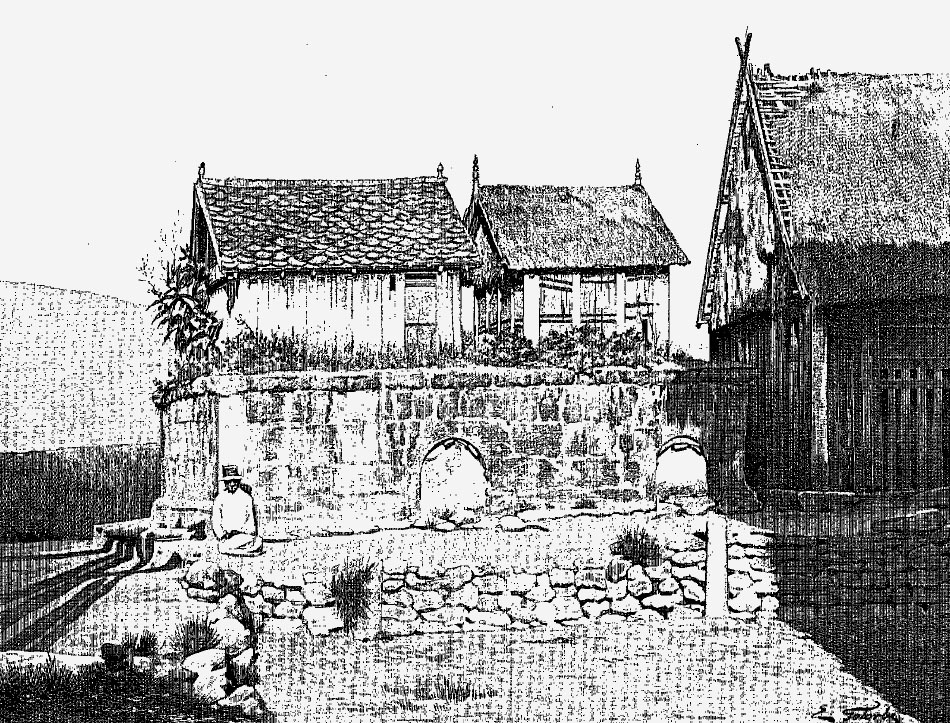
Tombeaux antimerina, illustration issue du Voyage à Madagascar de Louis Catat, Hachette 1895, p. 163

Louis Dominique Catat (Cirfontaines-en-Ornois, 7 juillet 1859 - Cirfontaines-en-Ornois, 23 juillet 1933) est un explorateur français.

## Biographie
Enseigne de vaisseau (1881), il voyage dans les mers arctiques, notamment à Terre-Neuve et au Groenland. Il quitte ensuite la Marine et fait des études de médecine. Il soutient sa thèse en 1887 sur Les froids polaires et leurs effets sur l'organisme.
Chargé en 1887-1888 par le Ministère de l'Instruction Publique d'une mission au Darién, il fait en 1889-1890, une importante expédition scientifique à Madagascar avec Casimir Maistre et Georges Foucart. Ensemble, ils parcourent ainsi la région de Tananarive ainsi que les secteurs volcaniques de l'ouest. Après Tamatave et la baie d'Antongil, ils traversent l'île jusqu'à Majunga puis, en 1890, partant de Fianarantsoa, visitent les pays Betsiléo et Bara, passent par Fort-Dauphin et la côte Sud avant de rejoindre Tamatave en janvier 1891. Plus de huit mille kilomètres ont ainsi été relevé à la boussole et au théodolite et de nombreux sommets mesurés.
À son retour Catat reçoit une médaille d'or de la Société de géographie (1891).
Résident de France à Majunga (1893), il revient définitivement en France en 1895 où il s'installe comme médecin en banlieue parisienne où il exerce jusqu’en 1926.
Membre correspondant de la 3e section, il fait partie des fondateurs de l'Académie des sciences coloniales en 1922.

## Travaux
- Les Habitants du Darien méridional, E. Leroux, Paris, 1888
- Voyage à Madagascar (1889-1890), 1895, 436 p., [lire en ligne]